# K2-33
Désignations
K2-33 est une très jeune étoile de la pré-séquence principale située à environ 456 années-lumière (140 parsecs) de la Terre dans la constellation du Scorpion. Elle est connue pour héberger une planète, une super-Neptune, nommée K2-33 b. Elle est également remarquable pour son jeune âge.
L'étoile est membre du sous-groupe Haut-Scorpion de l'association Scorpion-Centaure, qui est l'association d'étoiles massives de types O et B la plus proche du Système solaire,,.

## Nomenclature et historique
K2-33 a également le numéro de catalogue 2MASS J16101473-1919095 et la désignation EPIC 205117205.
Des candidats planétaires ont été détectés autour de l'étoile par le télescope spatial Kepler de la NASA dans le cadre de sa mission K2, une mission chargée de découvrir des planètes en transit autour de leurs étoiles. La méthode de transit utilisée par Kepler consiste à détecter les baisses de luminosité des étoiles. Ces baisses de luminosité peuvent être interprétées comme des planètes dont les orbites passent devant leurs étoiles du point de vue de la Terre , bien qu'un autre phénomène puisse également en être la cause, ce qui explique l'utilisation du terme candidat planétaire.
Après l'acceptation du document de découverte, l'équipe du projet Kepler a pu utiliser une désignation pour le système « K2-33 ». Les découvreurs ont désigné l'étoile sous l’appellation K2-33, qui est la procédure normale pour nommer les exoplanètes découvertes par le télescope spatial. C'est donc le nom utilisé par le public pour désigner l'étoile et sa planète.
Les désignations .01, etc., associées aux étoiles étudiées par la mission Kepler sont désignées par le nom de l'étoile, dans l'ordre de leur découverte. Si les planètes candidates sont détectées simultanément, l'ordre suit l'ordre des périodes orbitales, du plus court au plus long. Suivant ces règles, il n’y avait qu’une planète candidate détectée, avec une période orbitale de 5,424865 jours.
La désignation de b est donnée à la première planète gravitant autour d'une étoile donnée, suivie des autres lettres de l'alphabet. Dans le cas de K2-33, il n'y avait qu'une seule planète, de sorte que seule la lettre b est utilisée. Le nom K2-33 découle directement du fait que l'étoile est la 33ème étoile cataloguée découverte par K2 comme ayant des planètes confirmées.